# Sissarissoq
Sissarissoq [ˈsisːɑˌʁisːɔq] (nach alter Rechtschreibung Sigssarigsoĸ) ist eine wüst gefallene grönländische Siedlung im Distrikt Nanortalik in der Kommune Kujalleq.

## Lage
Sissarissoq liegt an der Westküste des Hauptteils der Insel Nanortalik, das sich rund 2,5 km nordöstlich auf einer kleinen Halbinsel befindet.

## Geschichte
1778 ließ sich der Handelsassistent Caspar Alsbach, ein Enkel Hans Egedes, in Sissarissoq oder Nanortalik nieder, um Speck und Felle von den Grönländern zu sammeln.
Sissarissoq wurde 1797 von Johan Christian Mørch (1768–1830) und seinem Schwager und späteren Schwiegervater David Lars Emanuel Kleist (1758–1826) als Anlage gegründet. Die alte Wohnung des Kolonialverwalters in Qaqortoq wurde dafür nach Siissarissoq versetzt. Bald ließen sich viele Grönländer in der Anlage nieder.
Wegen besserer Hafenverhältnisse wurde 1830 auf der zerklüfteten Halbinsel nordöstlich Nanortalik errichtet und einige der Gebäude von Sissarissoq wurden dorthin versetzt, wo sie heute das Nanortalik-Museum bilden. 1899 wurde Sissarissoq schließlich gänzlich aufgegeben.